# Château de Fléville
Le château de Fléville est situé à Fléville-devant-Nancy, Meurthe-et-Moselle, en région Grand Est.
Le château actuel date de 1533. Il est de style première Renaissance française et adossé à un donjon féodal de 1320. C'est également l'un des rares châteaux lorrains épargnés par Richelieu sur ordre de Louis XIII à l'issue de la guerre de Trente Ans.

## Château

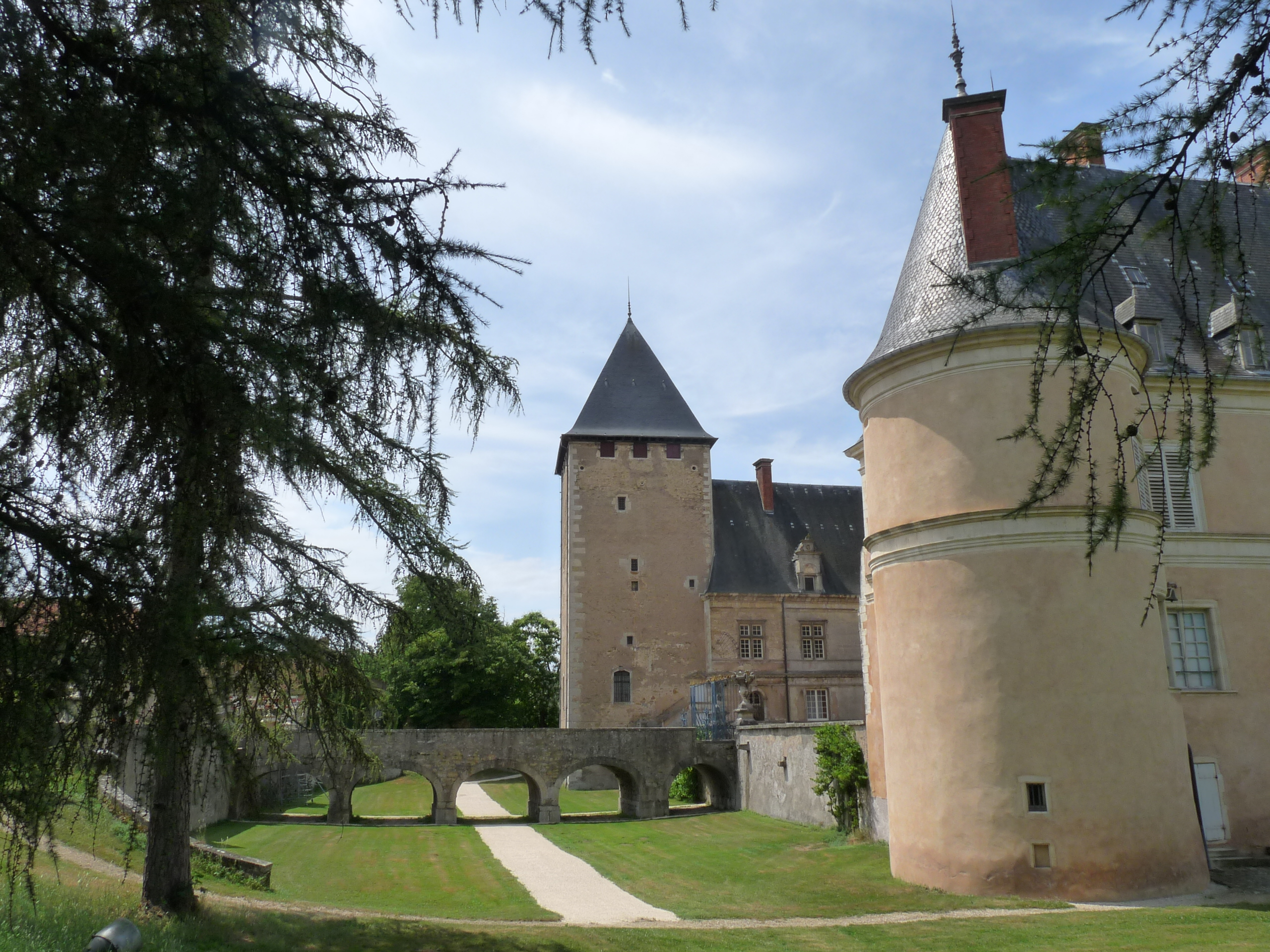
Le donjon carré d'origine et les douves asséchées.

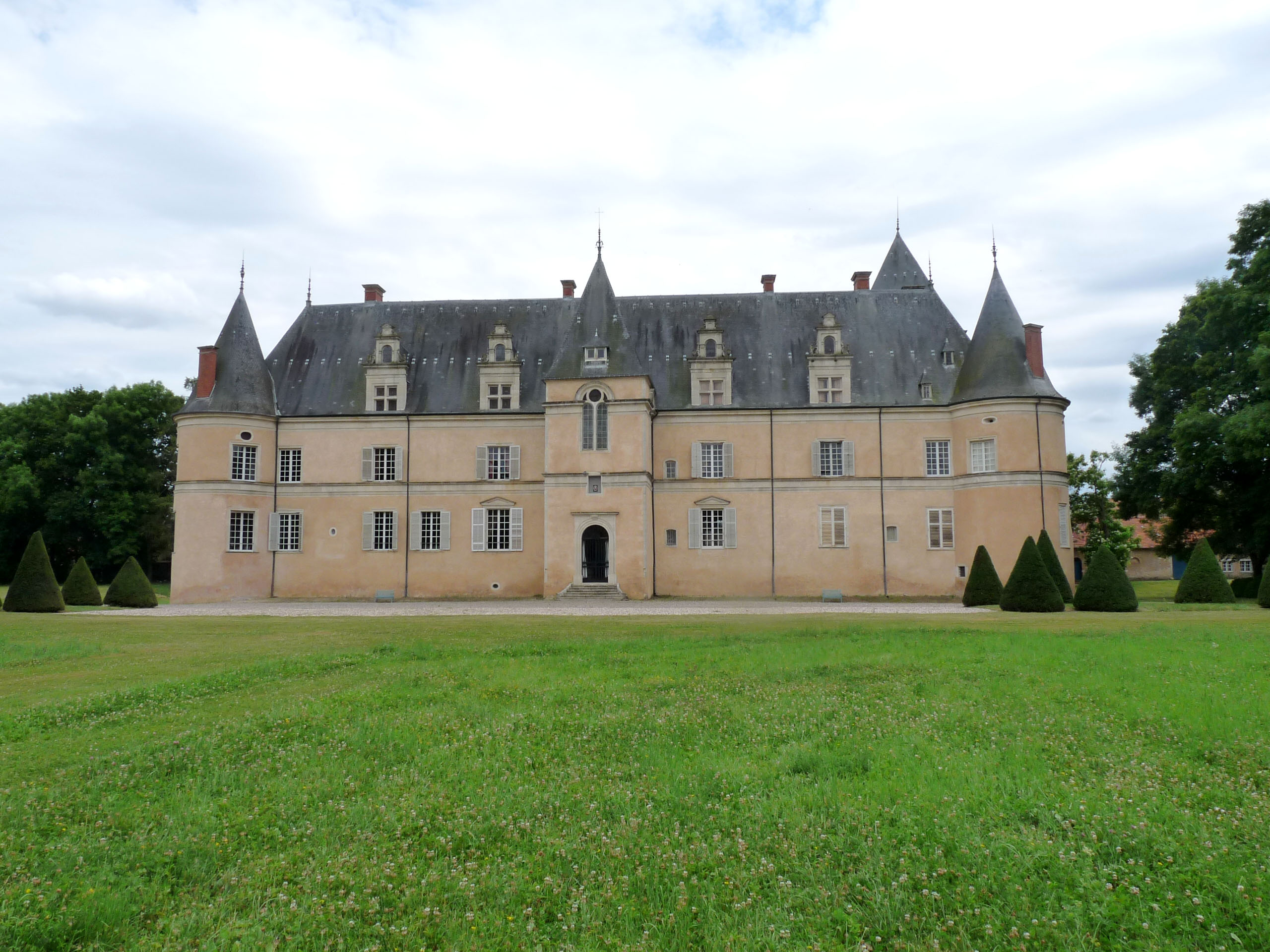
L'arrière du château.

La façade, achevée en 1533, typique de la première renaissance française, est parcourue en totalité par un balcon unique en son genre et reflète l'influence italienne sur la renaissance Lorraine. Le château a également été souvent comparé à Azay-le-Rideau pour la pureté de ses lignes.
Le château conserve en plus du donjon de 30 mètres, les douves asséchées du château féodal.
La cour, ouverte au XVIIIe siècle, est ornée de vases rocaille.
L'intérieur, entièrement meublé, est ouvert au public : boiseries Renaissance, chapelle, salle des États de Lorraine qui présente les Blasons de Lorraine, ainsi que la chambre de Stanislas Leszczyński.
Il est habité par la famille de Lambel depuis 1812.
Le château fait l’objet de classements au titre des monuments historiques depuis les arrêtés du 2 février 1982 et du 26 juin 2007.

## Jardin

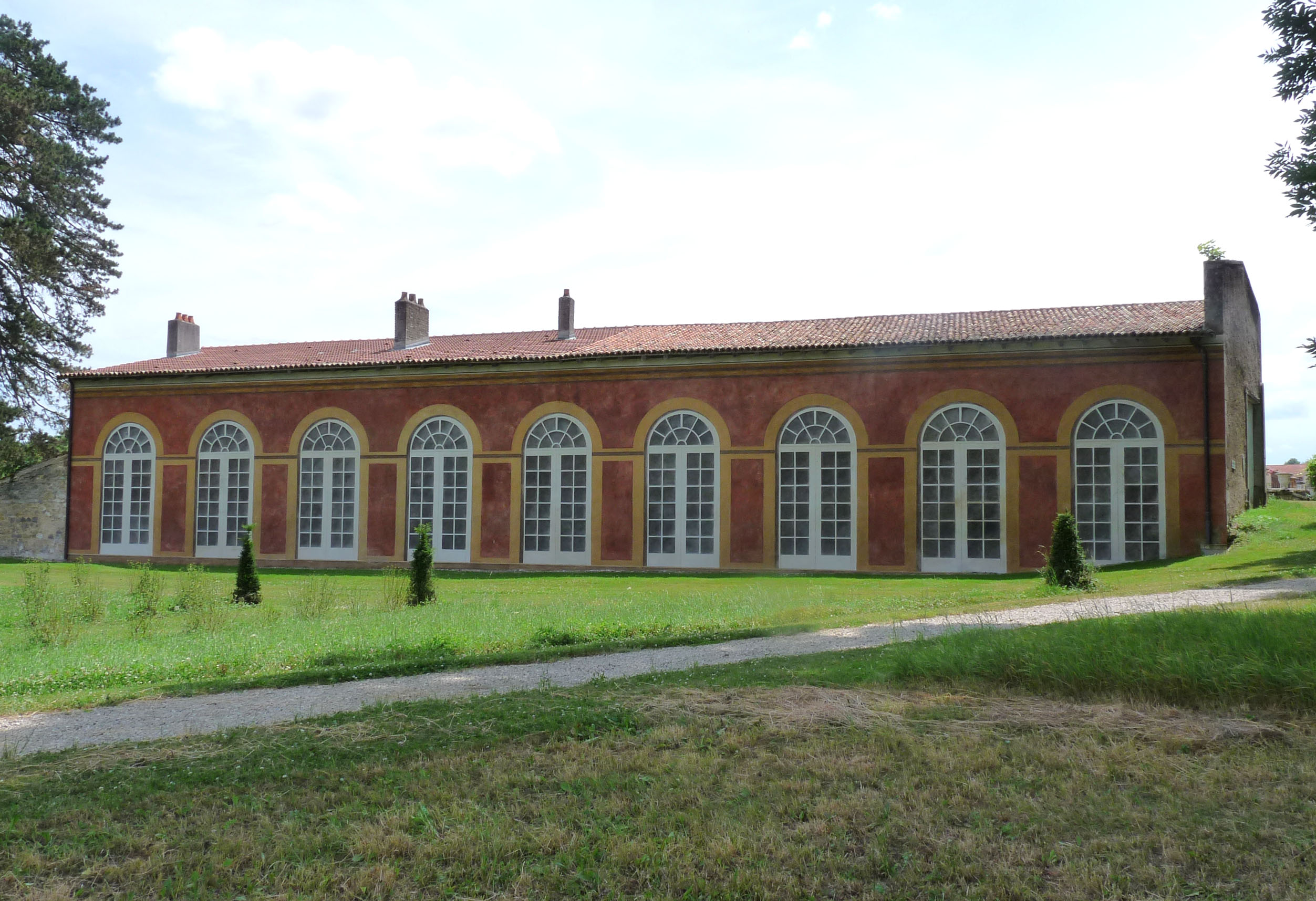
Décor en trompe-l'œil.

Autour du château se découpe un parc labellisé « jardin remarquable ».
Ce grand parc présente un jardin potager, un verger, une roseraie. Le parc était initialement un jardin à la française, mais a été partiellement transformé en jardin romantique de 20 hectares.
Une promenade dans le parc permet également d'apprécier, à l'arrière de l'orangerie, un décor en trompe-l'œil créé vers 1680 et restauré en 2004, ainsi qu'un belvédère.
Le parc lui aussi fait l’objet d’un classement au titre des monuments historiques depuis octobre 1991.